# Henry Hawtrey
Henry Courtenay Hawtrey (* 29. Juni 1882 in Southampton; † 16. November 1961 in Aldershot) war ein britischer Leichtathlet.
Hawtrey schied bei den Olympischen Zwischenspielen 1906 im 1500-Meter-Lauf im Vorlauf aus. Den 5-Meilen-Lauf gewann er in 26:11,8 Minuten.
Hawtrey gehörte von 1900 bis 1934 der Britischen Armee an, diente viele Jahre in Afrika und Indien und stieg bis zum Brigadier auf. Bei Kriegsausbruch 1939 kehrte er zur Army zurück. 1942 ging er endgültig in Ruhestand.

## 5-Meilen-Lauf
Während bei den Olympischen Spielen von 1896 bis 1904 keine Strecke zwischen 1500-Meter-Lauf und Marathonlauf ausgetragen wurde, wurde bei den Zwischenspielen 1906 und bei den Olympischen Spielen 1908 ein Lauf über 5 Meilen ausgerichtet, was einer metrischen Strecke von 8046,57 Meter entspricht. Ab den Olympischen Spielen 1912 wurden dann der 5000-Meter-Lauf und der 10.000-Meter-Lauf ausgetragen.